# Fasnia

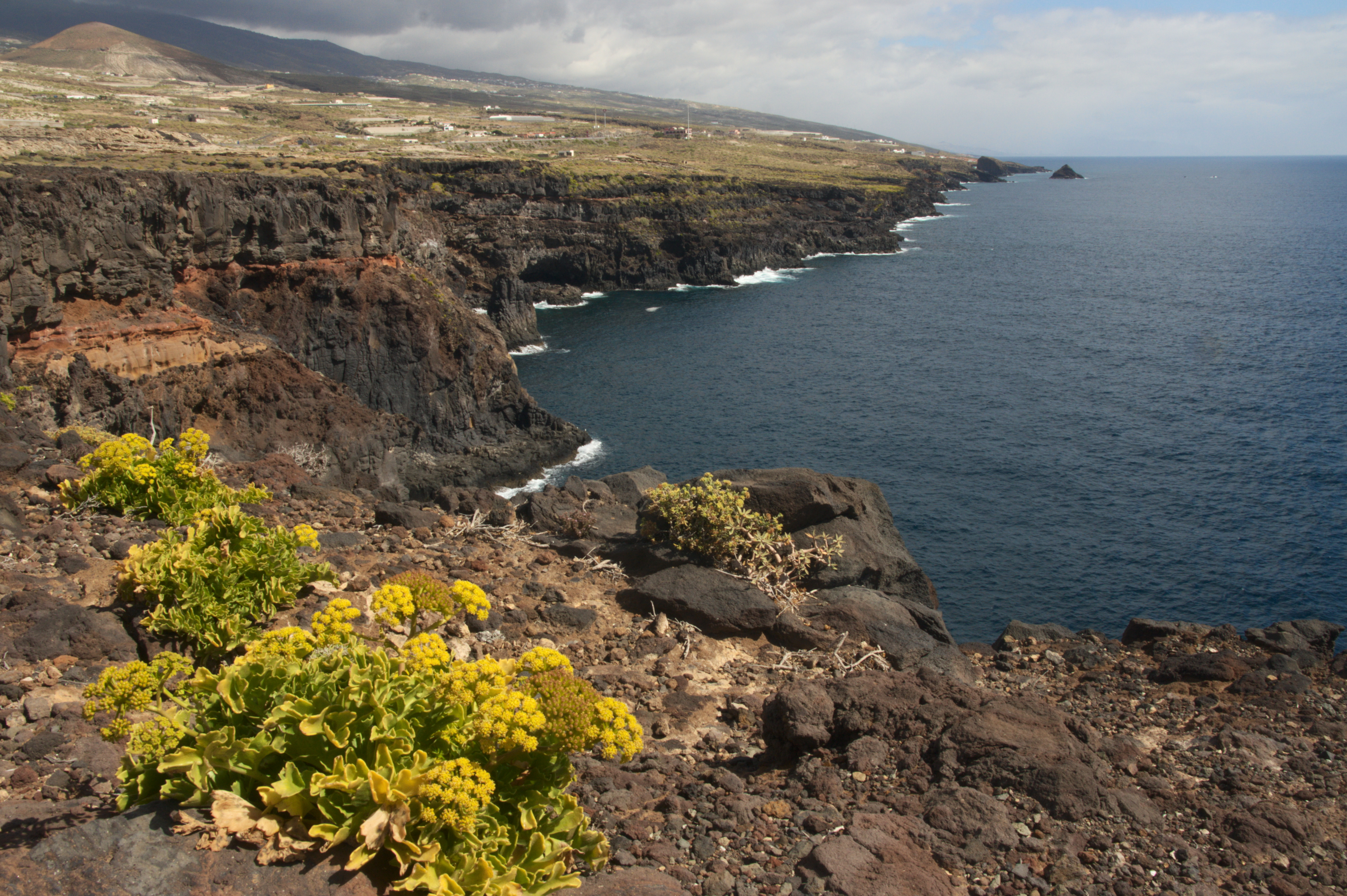
Acantilado de La Hondura, site d'intérêt scientifique.

Fasnia est une commune de la province de Santa Cruz de Tenerife dans la communauté autonome des Îles Canaries en Espagne. Elle est située au sud-est de l'île de Tenerife.

## Géographie

### Localisation

Localisation de l'île de Tenerife dans les Îles Canaries.
Localisation de Fasnia dans l'île de Tenerife.

|            | Güímar |                  |
| La Orotava | Fasnia | Océan Atlantique |
|            | Arico  |                  |

### Villages de la commune
- Fasnia
- La Zarza
- La Cruz del Roque
- Las Eras
- La Sabina Alta
- La Sombrera

## Démographie
| Année | Population | Densité   |
| ----- | ---------- | --------- |
| 1991  | 2.222      | 49,6/km²  |
| 1996  | 2.437      | 54,4/km²  |
| 2001  | 2.404      | 53,5/km²  |
| 2003  | 2.641      | 58,6/km²  |
| 2004  | 2.704      | 60,3/km²  |
| 2005  | 2.671      | 59,6/km²  |
| 2006  | 2.697      | 60,2/km²  |
| 2007  | 2.708      | 60,4/km²  |
| 2009  | 2.774      | 61,49/km² |